# Coca-Cola Building (Chicago)
Cet article concerne un bâtiment de Chicago. Pour la boisson, voir Coca-Cola.
Le Coca-Cola Building (également appelé Coca-Cola Company Building) est un bâtiment commercial historique situé au 1322-1336 South Wabash Avenue (entre la 14th Street et la 15th Street) dans le secteur de Near South Side à Chicago, dans l'État de l'Illinois, aux États-Unis. Le bâtiment servait autrefois de siège social global à la Coca-Cola Company avant que ce dernier ne soit déplacé à Atlanta en Géorgie.
Le bâtiment est idéalement bien situé car il se trouve dans le quartier de South Loop non loin de Grant Park et du Museum Campus (à l'est) et à proximité immédiate du cœur du secteur financier du Loop (au nord).

## Description
Le Coca-Cola Building a été conçu par l'architecte Frank Abbott dans le style Chicago (un mouvement architectural originaire de cette même ville aussi connu sous le nom d'« École de Chicago ») et a été construit de 1903 à 1904. Sa conception architecturale est typique des bâtiments commerciaux construits à cette époque par les ingénieurs issus de ce mouvement.
À son ouverture, le bâtiment comptait huit étages ; deux étages supplémentaires ont été ajoutés en 1913. Le bâtiment est en pierre calcaire avec des ornements en fer sur les deux premiers étages ; une corniche avec un motif ajouré en terre cuite au sommet sépare les deuxième et troisième étages. Le sommet du bâtiment présente une frise en terre cuite et une corniche avec des ornements décoratifs.
La Coca-Cola Company a exercé ses activités dans le bâtiment de 1904 à 1928. Le bâtiment était le deuxième bureau de la société en dehors d'Atlanta. Le bâtiment était la seule usine de fabrication de boissons Coca-Cola de la région du Midwest jusqu'en 1915 ; c'est aujourd'hui la seule usine Coca-Cola d'avant la Seconde Guerre mondiale qui subsiste en dehors d'Atlanta.
À la fin des années 1920, le bâtiment est devenu un entrepôt pour l'industrie cinématographique naissante de Chicago.
Le Coca-Cola Building a été inscrit sur le prestigieux Registre national des lieux historiques (National Register of Historic Places ; NRHP) le 22 février 1991 par le National Park Service (NPS).